# Dédales (Glénat)
Pour les articles homonymes, voir Dédale (homonymie).
Dédales est une série de bande dessinée écrite par Christian Godard et dessinée par Claude Plumail parue chez Glénat.

## Albums
- tome 1 : Le manuscrit, Glénat coll. Grafica, 2007
- tome 2 : Loin devant, jamais, Glénat coll. Grafica, 2009

## Synopsis
Sébastien Lenfant se meurt, allongé sur le sol de son appartement parisien, le cou brisé et un poignard enfoncé dans la gorge. Il se souvient d'une photo prise par son amie Ariane le montrant dans cet état. Or l'appareil photo polaroïd utilisé a le pouvoir de laisser entrevoir l'avenir.  Est-ce effectivement de cette façon que sa vie va s'achever ?
Ce pouvoir visionnaire était mentionné dans un manuscrit écrit par Maurice Leblanc dans une maison appartenant à la tante d'Ariane, où le romancier avait séjourné en 1940. Dans ce même manuscrit, Sébastien apprend que le véritable Arsène Lupin était en fait une crapule ayant volé l'appareil à l'oncle de Maurice Leblanc, oncle assassiné en 1902 dans les mêmes circonstances que celles "annoncées" par l'appareil photo à Sébastien. Il ne reste à ce dernier que deux mois pour mener son enquête et faire mentir l'appareil photo qui lui a montré les dédales obscurs de son destin. 